# 인과응보
인과응보(因果應報)란 행위의 선악에 대한 결과를 후에 받게 된다는 말로 흔히 죄값을 치른다는 개념을 나타낼 때 쓰이는 한자성어이자 불교에서 유입된 불교용어이다.

## 불교적 의미
불교에서 말하는 인과응보는 이 용어의 일상적인 용법에 비해 상당히 심오한 의미를 지니고 있다. 불교철학의 핵심 사상 중 하나인 윤회의 작동원리이자 그것의 원동력이 되는 '덕(업보)'과 연관되어 있기 때문이다. 악한 행위는 업보가 되어 윤회의 고리에서 인간을 벗어나지 못하게 하고 인간은 전생에서 지은 죄에 따라 내생의 외모나 고난 등이 결정되는데 이것이 곧 인과응보의 논리이다. 반면에 현생에서 참회하고 덕을 쌓아 업을 없앤다면 그 또한 인과응보에 따라 해탈에 이를 수도 있는 것이다. 따라서 인간은 자신을 절제함과 동시에 늘 선한 일을 하여야 하며 또한 자기 수행을 게을리 하지 말아야 한다. 즉 인과응보는 불교윤리의 기본이 되는 사상이라고 볼 수 있다.

## 유의어 및 연관어

### 한자성어
- 사필귀정 - 일이 잘못된 길로 흘러도 결국에는 바른 길로 들어선다.
- 권선징악 - 선을 권하고 악을 벌한다. 선이 악을 이긴다.
- 자승자박 - 자신의 잘못된 행동으로 말미암은 잘못된 결과에 스스로 괴로움을 당한다. 비슷한 말로 '자업자득'이 있음.
- 자업자득 - 자신이 저지른 과보(果報)나 업을 자신이 받는다는 뜻.
- 종두득두 - 콩 심으면 콩 난다.

### 속담, 어구
- 가는 말이 고와야 오는 말이 곱다.
- 콩 심은데 콩 나고 팥 심은데 팥 난다.
- 뿌린대로 거두리라.

## 인과응보를 주제로 한 작품
- 시
  - 《모기(蚊)》

어리석음이 깊어 자기 자신의 힘을 헤아리지 못하고 (癡心自己不量力)
남의 피를 실컷 빨아서 무거워지니 날지 못하는구나. (他血飮多不自飛)
남에게 빌린 물건은 본디 갚지 않을 수 없는 것이니, (他物從來難不報)
반드시 본래의 주인에게 갚아야 할 날이 있으리라. (必當本主報還時)
-고려시대 말 국사 나옹(懶翁)선사-
- 영화
  - 올드보이(박찬욱 감독, 2003, 대한민국)
  - 윌리웡카와 초콜릿 공장 (멜 스튜어트, 1971, 미국), 찰리와 초콜릿 공장 (팀 버튼, 2005, 미국 파커 )

- 파커 (영화): 2013년 공개된 미국의 범죄 스릴러 영화

- 드라마
  - 청춘의 덫 (김수현 원작, 1979, 1999, 대한민국)